# Sailing (canção de Christopher Cross)
"Sailing" é uma canção composta e gravada pelo artista americano Christopher Cross. Foi lançada em junho de 1980 como o segundo single de seu álbum de estreia Christopher Cross. A canção foi um sucesso nos Estados Unidos, ganhando o Grammy Awards de Gravação do Ano, Canção do Ano, e Ordenamento do Ano, e ajudando Cross a  ganhar o prêmio de "Best New Artist". VH1 nomeou esta canção como o maior "softsational soft rock" de todos os tempos.
Foi um single número um na Billboard Hot 100 nos Estados Unidos, alcançando essa posição em 30 de agosto de 1980, durante uma semana. Desde seu lançamento, foi regravada por alguns artistas, como Avant, Barry Manilow, Greenskeepers, 'N Sync, Phajja, Patrick Yandall e, como um duo por Moya Brennan & Cormac de Barra. Gravada em 1979, ela foi uma das primeiras canções gravadas digitalmente,utilizando o sistema de Gravação Digital 3M. No seu discurso de aceitação do Grammy, Cross reconheceu "Sailing" como sua canção favorita do álbum e que originalmente ela não estava prevista para ser um single.

## Paradas
| Parada (1980–81)                         | Posição |
| ---------------------------------------- | ------- |
| Australia (Kent Music Report)            | 46      |
| Bélgica (Ultratop 50 de Flandres)        | 38      |
| Canadian Adult Contemporary (RPM)        | 1       |
| Canadian Top Singles (RPM)               | 1       |
| Ireland (IRMA)                           | 21      |
| Italy (FIMI)                             | 12      |
| Países Baixos (Dutch Top 40)             | 18      |
| Nova Zelândia (Recorded Music NZ)        | 8       |
| Spain (AFYVE)                            | 24      |
| UK Singles (The Official Charts Company) | 48      |
| U.S. Billboard Hot 100                   | 1       |
| U.S. Billboard Adult Contemporary        | 10      |

### Paradas de fim de ano
| Parada (1980)        | Posição |
| -------------------- | ------- |
| US Billboard Hot 100 | 32      |